# Krivitjer
Krivitjerna (Ryska: кри́вичи, tr. kríviči) var en östslavisk folkstam eller stamkonfederation i nuvarande mellersta Ryssland. De levde i de övre delarna av Dnepr, Volga och Västra Dvina och i områden söder om Velikajas nedre lopp, samt i delar av Njemensänkan under 600-1100-talen.
Krivitjerna var bosatta längs nordbornas handelsväg till Bysans, var tidvis tributskyldiga under Kievrus och deltog bland annat i Olegs och Igors krigståg mot Bysans. Krivitjerna utgjorde tillsammans med dregovitjer kärnan till det vitryska folket. Benämningen krivitjer lever kvar i de lettiska orden Krievi och Krievija som beteckning för ryssar respektive Ryssland.